# Gysenberg (Castroper Höhen)

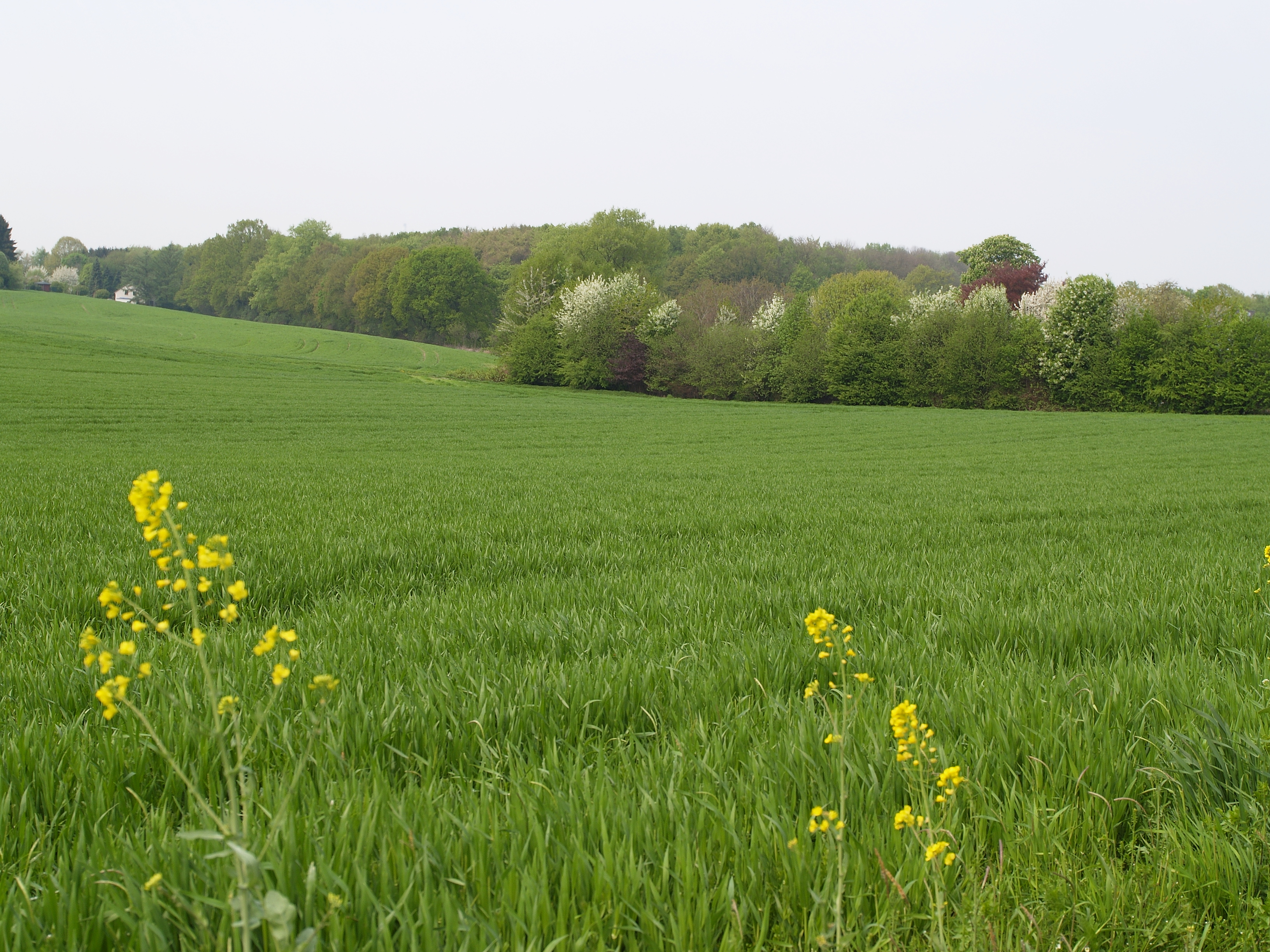
Der Gysenberg, von der Stadtgrenze zu Gerthe aus gesehen

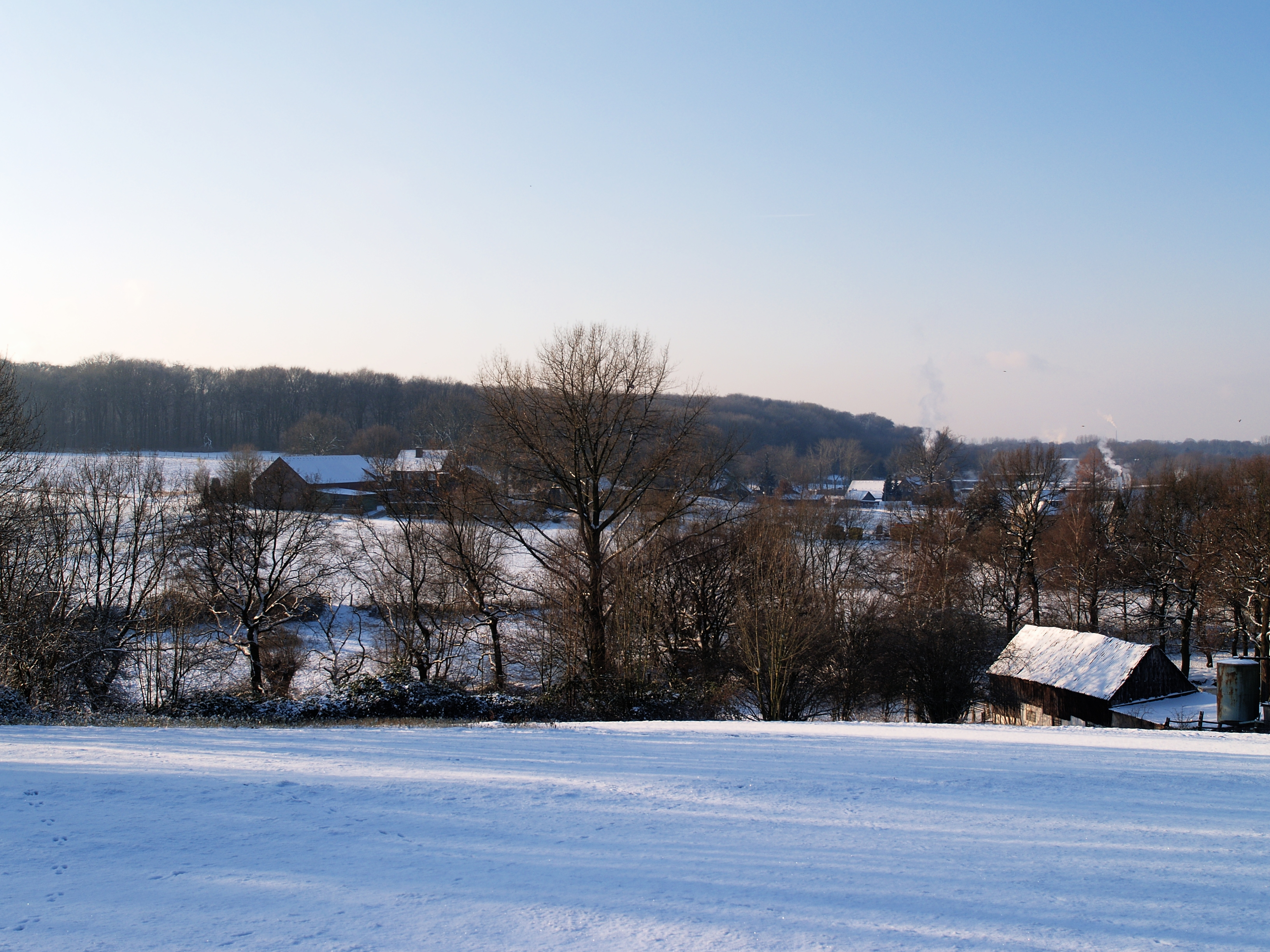
Ostseite des Gysenbergs, vom Beimberg aus (weitere Details im Bild auf Commons)

Der Gysenberg ist eine rund 120 m hohe Erhebung im Süden der Stadt Herne an der Grenze zu Bochum (Stadtteil Gerthe). Der Gysenberg zählt zu den Castroper Höhen. Die naturräumliche Haupteinheit ist der Westenhellweg.
Die Ebene erhebt sich am Südrand des Emschertals rund 90 Meter über die Talsohle des Flusslaufs und bildet die Wasserscheide zur Ruhr.
Auf dem Gysenberg befindet sich der Gysenberger Wald, ein Buchenmischwald mit einem sehr alten Buchenbestand. In seinem unteren Teil gibt es einen Quellhorizont mit mehreren Quellen, die den Ruhmbach im Osten und den Mühlenbach im Westen speisen. Der Ruhmbach verläuft nach wenigen 100 Metern verrohrt unter dem Stadtteil Sodingen hindurch, an dessen Nordrand er vereinigt mit Sodinger Abwässern kanalisiert dem Landwehrbach zuströmt. Der Mühlenbach mündet nach knapp einem Kilometer in den aus dem Hiltroper Volkspark kommenden Ostbach. 
Im Grünflächensystem des Ruhrgebiets ist der Gysenberg Teil des Regionalen Grünzugs e. Am Fuße des Gysenbergs liegt der erste Revierpark des Ruhrgebietes, der Gysenbergpark, dessen Wegenetz sich im Gysenberg fortsetzt und Spaziergängern, Joggern, Radfahrern und Reitern zahlreiche Wege bietet.
Im Februar 2023 wurden Pläne der Stadt Herne bekannt, hier Weinbau zu betreiben.